# Lillian Tindyebwa
Lillian Tindyebwa là một nhà văn người Uganda sống ở Uganda. Bà là tác giả của nhiều cuốn sách, đáng chú ý là cuốn tiểu thuyết Recipe for Disaster,, được xuất bản vào năm 1994 như là một phần của loạt tác phẩm cho thanh niên Fountain. Bà là một thành viên sáng lập của FEMRITE.

## Những công việc khác
Từ năm 2009, bà là thành viên của ban giám khảo của Giải thưởng Burt cho Văn học Châu Phi cho Dự án Sách cho Trẻ em tại Tanzania, được tài trợ bởi CODE Canada. Bà cũng hỗ trợ đào tạo các nhà văn tham gia các kỹ năng viết sáng tạo. Bà là Giám đốc Hiệp hội các nhà văn đức tin Uganda, một tổ chức đào tạo và phát triển văn chương và xuất bản văn chương Kitô giáo.
Bà kết hôn với Stephen và họ có năm người con. Bà sống ở Kampala, Uganda. Bà hiện đang là giảng viên về Văn học và Ngôn ngữ học tại Đại học Kabale ở miền Tây Nam Uganda.

## Cuộc sống và giáo dục ban đầu
Lillian Tindyebwa có bằng Thạc sĩ Văn học tại Đại học Makerere, Kampala, Uganda.

## Sự nghiệp viết văn
Cuốn tiểu thuyết Recipe for Disaster (1994), được Fountain Publishers xuất bản, đã được sử dụng như một tác phẩm đọc ở các trường trung học ở Uganda. Nó là một phần của loạt tác phẩm cho thanh niên Fountain. Bà đã viết ba câu chuyện cho trẻ em: Một ngày để nhớ (2008), A sẽ giành chiến thắng (2008) và Maggie's Friends (2008). Tất cả các câu chuyện này đều được Macmillan Publishers xuất bản. Truyện ngắn của bà "Tìm mẹ của tôi" được xuất bản trong một tuyển tập của FEMRITE, A Woman's Voice. Những truyện ngắn khác trong tuyển tập của FEMRITE là: "Hard Truth" trong Words from a Granary, "Endless Distance" trong World of their Own, "Just a Note" và "Gift of a Letter", được bao gồm trong bộ truyện Talking Tales. Những câu chuyện đời thực của phụ nữ, cũng được xuất bản trong các tuyển tập của FEMRITE là "Phản bội bởi số phận", "Vượt ra ngoài vũ điệu và âm nhạc", nội dung kể về FGM ở Kapchorwa, Đông Uganda và "Khiêu vũ với một con sói" trong I Dare to Say. Bà đã dẫn chương trình cho một hội thảo viết văn Littworld 2012 ở Nairobi.